# Siewca
Siewca – tytuł kilku obrazów olejnych oraz szkiców przedstawiających siewcę na polu, namalowanych przez holenderskiego artystę Vincenta van Gogha w czerwcu, wrześniu, październiku oraz w listopadzie 1888 roku podczas jego pobytu w Arles.
- Obraz Siewca I (hol. De zaaier, ang. The Sower)[1] namalowany w czerwcu 1888 roku, obecnie w Kröller-Müller Museum w Otterlo (Nr kat.: F 422, JH 1470);
- Obraz Siewca z obrzeżami Arles w tle (język hol. Een zaaier, język ang. The Sower: Outskirts of Arles in the Background)[2] namalowany we wrześniu 1888 roku, obecnie w The Armand Hammer Museum of Art w Los Angeles (Nr kat.: F 575a, JH 1596);
- Obraz Siewca II (język hol. De zaaier, język ang. The Sower)[3] namalowany w październiku 1888 roku, obecnie w Villa Flora w Winterthur (Nr kat.: F 494, JH 1617);
- Obraz Siewca III – wersja I (język hol. De zaaier met ondergaande zon, język ang. The Sower)[4] namalowany w listopadzie 1888 roku, obecnie w zbiorach Fundacji E.G. Bührlego w Zurychu (Nr kat.: F 450, JH 1627);
- Obraz Siewca III – wersja II (język hol. De zaaier, język ang. The Sower)[5] namalowany w listopadzie 1888 roku, obecnie w Muzeum Vincenta van Gogha w Amsterdamie (Nr kat.: F 451, JH 1629).

## Historia
Van Gogh od młodości interesował się pracą w polu, która dla niego miała wymiar symbolu – oznaczała zadanie pozyskania dobra z bożej ziemi. Takie spojrzenie na pracę na roli było częścią romantycznej filozofii Jeana-Jacques’a Rousseau i przekonań religijnych samego van Gogha. W celu zgłębienia tematu zainteresował się on bliżej obrazami francuskiego malarza Jeana-François Milleta przedstawiającymi siewców czy dojarki.
Pierwsza wzmianka o rozpoczęciu prac nad cyklem znajduje się w liście do zaprzyjaźnionego australijskiego malarza Johna Petera Russella z ok. 17 czerwca 1888 roku:
Pracuję właśnie nad siewcą: szare pole cale w fiolecie, bardzo żółte słońce i niebo, to motyw trudny do opracowania.
Po kilkunastu dniach informuje również brata o rozpoczętym dziele:
Wczoraj i dziś pracowałem nad siewcą, którego już skończyłem. Niebo jest żółte i zielone a ziemia fioletowa i pomarańczowa.
Kilka miesięcy później informuje lakonicznie brata o namalowaniu II wersji cyklu:
Zaryzykuję myśl, że spodoba ci się ten nowy “Siewca”.
W tym tygodniu zrobiłem nowe studium siewcy, krajobraz całkowicie płaski, figura mała i niewyraźna.
Natomiast w liście z około 25 listopada donosi o pracy nad III wersją dzieła dołączając odręczny szkic:
Oto szkic ostatniego płótna, nad którym właśnie pracuję. Jeszcze jeden siewca. Ogromna cytrynowożółta tarcza słońca. Niebo zielonożółte z różowymi obłokami. Pole fioletowe, siewca i drzewo w kolorze błękitu pruskiego. Rozmiar [obrazu] 30.

## Opis i interpretacja

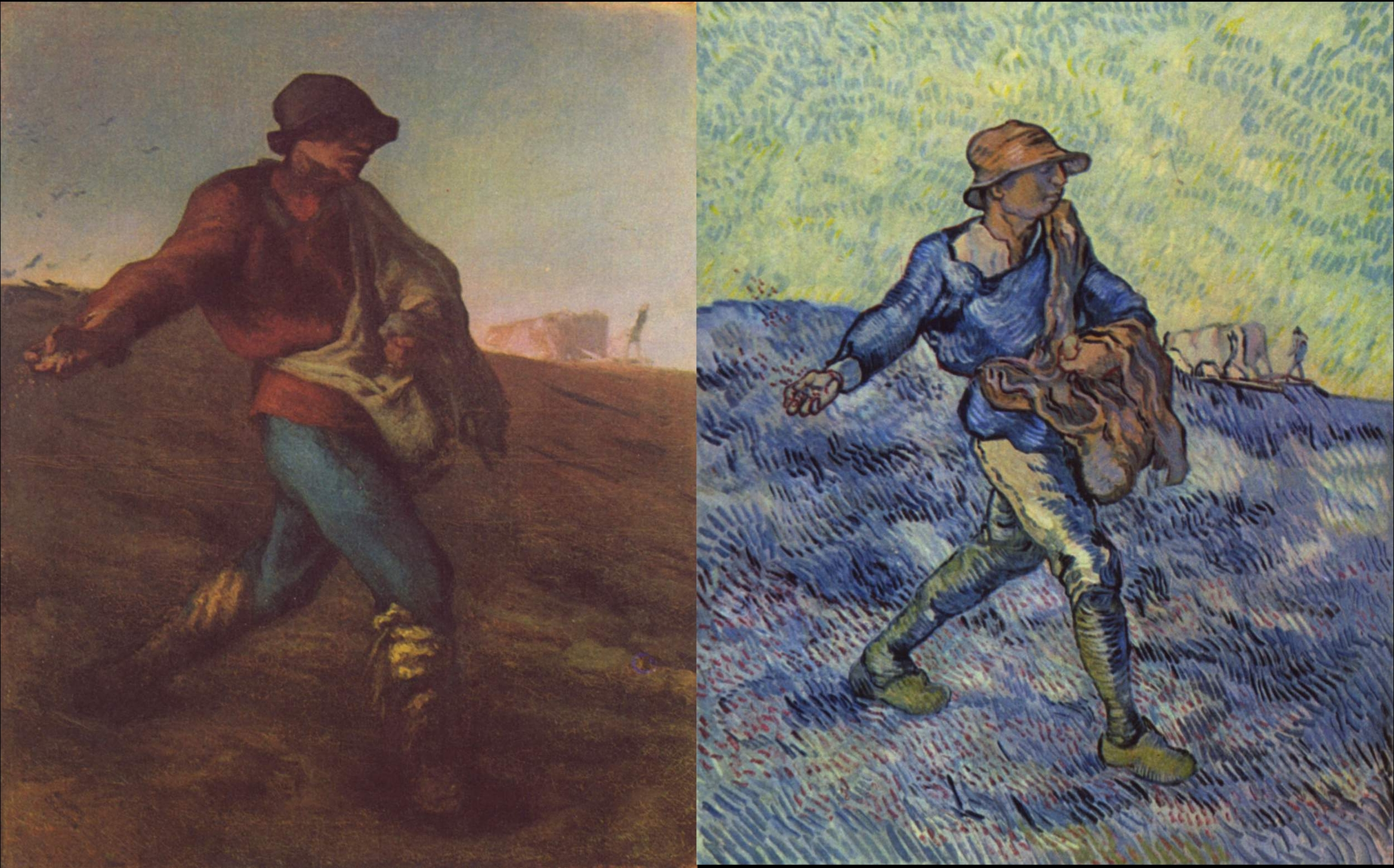
Siewca - oryginał Milleta (z lewej) i kopia van Gogha (z prawej). Rysunek piórem, z białym i zielonym lawowaniem, 48 x 36,5 cm, Rijksmuseum w Amsterdamie

Wspólnym motywem cyklu jest postać obsiewającego pole wieśniaka i rytm jego pracy, w czasie której jedną ręką podtrzymuje on worek z ziarnem, a drugą rzuca ziarno w bruzdy; ruchy siewcy są jednocześnie skoordynowane z szybkością jego poruszania się. Już pierwsze studium Siewcy, rysunek piórem z 1881 oddaje ten typowy ruch – wyciągnięte ramię i zharmonizowany krok. Rysunek ten nie jest jednakże studium z natury, lecz kopią rysunku Jeana-François Milleta z 1865 roku, reprodukowanego jako miedzioryt.
Takie elementy jak ubiór postaci, jej pozycja, wysoki horyzont, pole z chłopami czy zachodzące słońce, zostały zaczerpnięte z kompozycji Milleta. W 1888 van Gogh sporządził wiele wersji, które noszą ślady wpływu Milleta ale też i własnej interpretacji van Gogha jak skupienie się na relacji pomiędzy małą figurką siewcy a obszernym polem, oddanym jako płaszczyzny o ciemnych konturach (w wersji Siewca z obrzeżami Arles w tle), czy zastosowanie bogatych w kontrasty barw i zaakcentowanie barw komplementacyjnych, kładzionych szybkim ruchem pędzla, przypominających relief. Żaden obraz nie stanowi lepszego przykładu poszukiwania sztuki, której tematy byłyby realistyczne podczas gdy technika malowania wyrażałaby w nowy sposób uczucia artysty wywołane przedstawianym tematem.
Trzecia wersja Siewcy, z listopada 1888 roku, różni się od poprzednich. Jeśli naturalistyczne uformowanie postaci we wcześniejszych kompozycjach było stosunkowo mało znaczące, to tu uproszczona postać siewcy wysuwa się na pierwszy plan. Obok niego artysta umieścił ciemny kontur grubego, przekrzywionego drzewa dzielącego przekątnie płaszczyznę obrazu. Chłop trzymający korzec, jakby to było dziecko i rzucający swą wielką ręką ziarno, drzewo i ogromne słońce na horyzoncie tworzą efektowny, wyrazisty trójkąt kompozycyjny, wobec którego oddalone miasto czy kora samego drzewa stanowią tylko ulotne, narracyjne detale. Kompozycja pod względem ekspresji i kolorystyki była jak na owe czasy zaskakująco nowoczesna. Pomimo swej masywnej formy i koloru malowidło promieniuje dużą zmysłowością. Tę ostatnią wersję uważał van Gogh za swoje najbardziej udane przedstawienie postaci siewcy; tu van Gogh zarazem odszedł najdalej od pierwowzoru Milleta. Wersja ta, powstała pod wpływem Gauguina, jest najbardziej abstrakcyjna i zapadająca w pamięć, wersja w której najbardziej dochodzi do głosu element symboliczny. Najważniejszym środkiem wyrazu jest tu kolor a nowością  – intensywność i śmiałe kontrasty: namalowane grubą warstwą farby słońce dominuje swoją nasyconą żółcią nad całym leżącym za nim niebem. Jednocześnie kolory zostały tu oddane przeciwnie niż w rzeczywistości: błękitne w naturze niebo tu zostało przedstawione jako żółte a zwykle żółta ziemia – jako niebieska z fioletowymi refleksami. W takim przedstawieniu wyraża się ekspresyjność van Gogha – ukazanie fragmentu rzeczywistości i jej interpretacja przy pomocy sobie właściwych środków wyrazu. Stworzona w ten sposób druga rzeczywistość, artystyczna i subiektywna, wysuwa się na pierwszy plan przed tę pierwszą, naturalną.